# Fuchsia loxensis
Fuchsia loxensis är en dunörtsväxtart som beskrevs av Carl Sigismund Kunth. Fuchsia loxensis ingår i släktet fuchsior, och familjen dunörtsväxter. Inga underarter finns listade i Catalogue of Life.